# Hồ Mackay
Hồ Mackay (Pitjantjatjara: Wilkinkarra) là hồ lớn nhất trong số hàng trăm hồ muối phù du rải rác khắp Tây Úc và Lãnh thổ Bắc Úc. Hình ảnh tư liệu vệ tinh cho thấy sự xuất hiện của các phần khô hạn của sa mạc Tây Úc, sa mạc Great Sandy, sa mạc Gibson và sa mạc Tanami.
Đây là hồ lớn nhất ở Tây Úc và có diện tích bề mặt là 3.494 kilômét vuông (1.349 dặm vuông Anh). Độ cao của hồ nằm trong khoảng từ 355 m (1.165 ft) đến 370 m (1.210 ft) trên mực nước biển trung bình.

## Mô tả
Hồ Mackay là hồ lớn thứ tư ở Úc. Nó xấp xỉ khoảng 100 kilômét (60 mi) đông-tây và bắc-nam. Các khu vực tối hơn của lòng hồ là dấu hiệu của một số dạng thực vật sa mạc hoặc tảo, một số chỗ có độ ẩm trong đất của hồ khô, và vị trí có độ cao thấp nhất xảy ra sự tích nước. Trong môi trường khô cằn này, muối và các khoáng chất khác trồi lên bề mặt thông qua hiện tượng mao dẫn do bay hơi, do đó tạo ra bề mặt phản chiếu màu trắng. Có thể nhìn thấy những ngọn đồi màu nâu khác nhau nằm rải rác ở nửa phía đông của hồ và những dải cát hướng đông-tây nằm ở phía nam hồ.
Được biết đến với cái tên Wilkinkarra theo ngôn ngữ của dân bản địa địa phương, hồ Mackay nổi bật trong các câu chuyện về giấc mơ của thổ dân ở sa mạc phía Tây. Các nguồn thần thoại chính về nguồn gốc của nó có thể được tập hợp thành ba chủ đề riêng biệt, tất cả đều có liên quan đến một trận cháy rừng dữ dội tàn phá vùng đất và hình thành hồ.
Nhà thám hiểm David Carnegie vào năm 1897 đã tiên đoán sự tồn tại của hồ khi ông đi ngang qua phía tây theo trích dẫn trong cuốn sách Spinifex and Sand của ông. "Ngày 9 tháng 5, chúng tôi khởi hành rời khỏi một cách thuận lợi về phía nam, và đã sớm đến giữa những rặng núi, tiếp tục đi trong hai ngày tới. Đêm ngày 11, men theo một đường vách đá gồ ghề, chúng tôi cắm trại khoảng ba dặm phía Bắc trên một Ngọn đồi, mà tôi đặt tên là Núi Webb, sau WF Webb, Esq., của Newstead Abbey, Nottinghamshire. Khi mặt trời mọc vào buổi sáng, ảo ảnh của một hồ nước có kích thước rõ ràng có thể nhìn thấy được ở 90 ° đường chân trời - nghĩa là, từ phía Đông đánh vòng đến Nam. Không phải từ các vách đá mà chúng tôi đi qua, cũng không phải từ Núi Webb, có thể nhìn thấy bất kỳ hồ nào, nhưng nhiều khả năng là một hồ muối lớn tồn tại ở địa phương này, có thể nối liền, trong một đường gãy, hồ Trắng và hồ Macdonald." Nó được đặt tên hiện tại sau Donald George Mackay.
Hồ là nơi sinh của nghệ sĩ bản địa nổi tiếng Linda Syddick Napaltjarri, và đây là nơi nghệ sĩ Ronnie Tjampitjinpa lớn lên.

## Tên
Lãnh thổ Bắc Úc tại khu vực hồ Mackay có ranh giới xung quanh hồ được đặt theo tên của nó vào năm 2007.
Mackay Lacus, một trong những hồ hồ Titan trên Titan của Sao Thổ, có tên đặt theo hồ Mackay.

## Ảnh

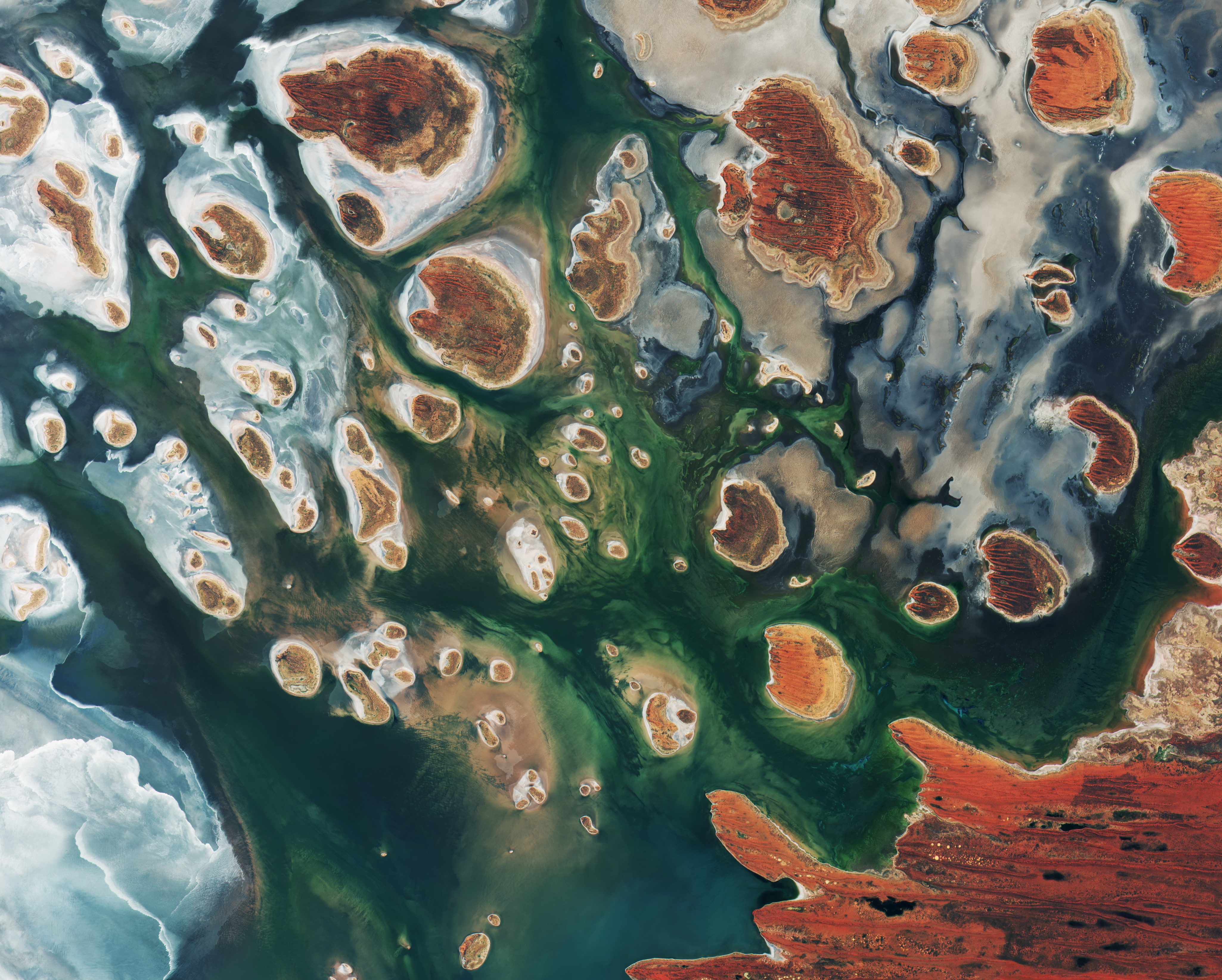
Ảnh vệ tinh năm 2017 chụp từ Copernicus Sentinel-2B